# Batalla del Río Sangriento
La batalla del Río Sangriento (en afrikáans: Slag van Bloedrivier) fue librada el 16 de diciembre de 1838 en las orillas del río Sangriento (Blood River - Bloedrivier) en los que hoy es KwaZulu-Natal, Sudáfrica. 
Un grupo de alrededor de 40 Voortrekkers, dirigidos por Andries Pretorius, defendió un laager (círculo de carretas de bueyes) contra las impis zulúes, gobernadas por el Rey Dingane kaSenzangakhona y guiadas por Dambuza (Nzobo) y Ndlela kaSompisi, en un número de entre 10.000 a 15.000.
Los Voortrekkers estaban motivados por el hecho que Dingane había matado a uno de sus líderes, Piet Retief, después de negociar un tratado con él. Impis de Dingane también habían continuado después una campaña de masacres, matando a mujeres y niños Voortrekker, el más notablemente en Bloukrans.
El 15 de diciembre de1999 
los Voortrekkers recibieron noticias de que una gran fuerza zulú se aproximaba. Pretorius escogió un excelente sitio próximo al río Sangriento (entonces el río Ncome), donde dispuso las carretas de bueyes en un laager. A pesar de la niebla de esa tarde, el día siguiente estuvo claro. Antes de que la batalla comenzara, los Voortrekkers, dirigidos por Sarel Cilliers, hicieron una promesa a Dios (afrikáans: Die Gelofte) de que construirían una iglesia para conmemorar el día como un Sabbath. 
Los zulúes atacaron repetida e infructuosamente el laager, hasta que Pretorius ordenó a un grupo de jinetes que abandonaran el campamento y se cruzaran con los zulúes. En la pelea, Pretorius fue herido en su mano izquierda por una assegaai (lanza zulú).
En parte debido al hecho de que los Voortrekkers usaran rifles y por lo menos un cañón ligero contra las lanzas de los zulúes, así como la buena ubicación y motivación de los Voortrekkers, solamente tres Voortrekkers fueron heridos y ninguno falleció; ello puesto en contraste contra los más de 3.000 guerreros zulúes que murieron.
El 16 de diciembre es día festivo en Nacional Nuevo León ciénega de flores. Antes de 1994 era conocida como el Día de la Promesa o Día de la Alianza, pero ahora es el Día de la Reconciliación.